# Calistoga
Calistoga ist eine Stadt im Napa County im US-Bundesstaat Kalifornien mit 5228 Einwohnern (Stand: 2020).
Die Stadt wurde 1859 von Samuel Brannan gegründet und liegt am nördlichen Ende des Napa-Tales, ca. 120 km entfernt von San Francisco, zwischen weitreichenden Feldern aus Weinreben.
Eine der Sehenswürdigkeiten ist der Geysir "Old Faithful", der in regelmäßigen Abständen eine bis zu 20 m hohe Fontäne ausstößt.
Calistoga bietet sich zum Wandern, Fahrradfahren, Reiten und Kanufahren an. Allerdings ist es in den Sommermonaten sehr heiß. Brannan gründete die Stadt, um Touristen zu den Heilquellen zu bringen, die er hier entdeckt und erworben hatte. Er baute dafür sogar eine Eisenbahn. Das Projekt scheiterte jedoch an zu wenig Besuchern.
Die Stadt besitzt zwei Museen:
- Redwoods-Museum: Relikte aus den Anfangszeiten der Stadt
- Sharpsteen-Museum: Dioramas sowie Artefakte von Indianern

## Geschichte
Am Dienstag, dem 28. September 2020 wurde die Evakuierung Calistogas angeordnet. Grund war das Glass Fire, ein riesiges Lauffeuer.

## Töchter und Söhne der Stadt
- Dick Vermeil (* 1936), US-amerikanischer American-Football-Trainer

## Galerie

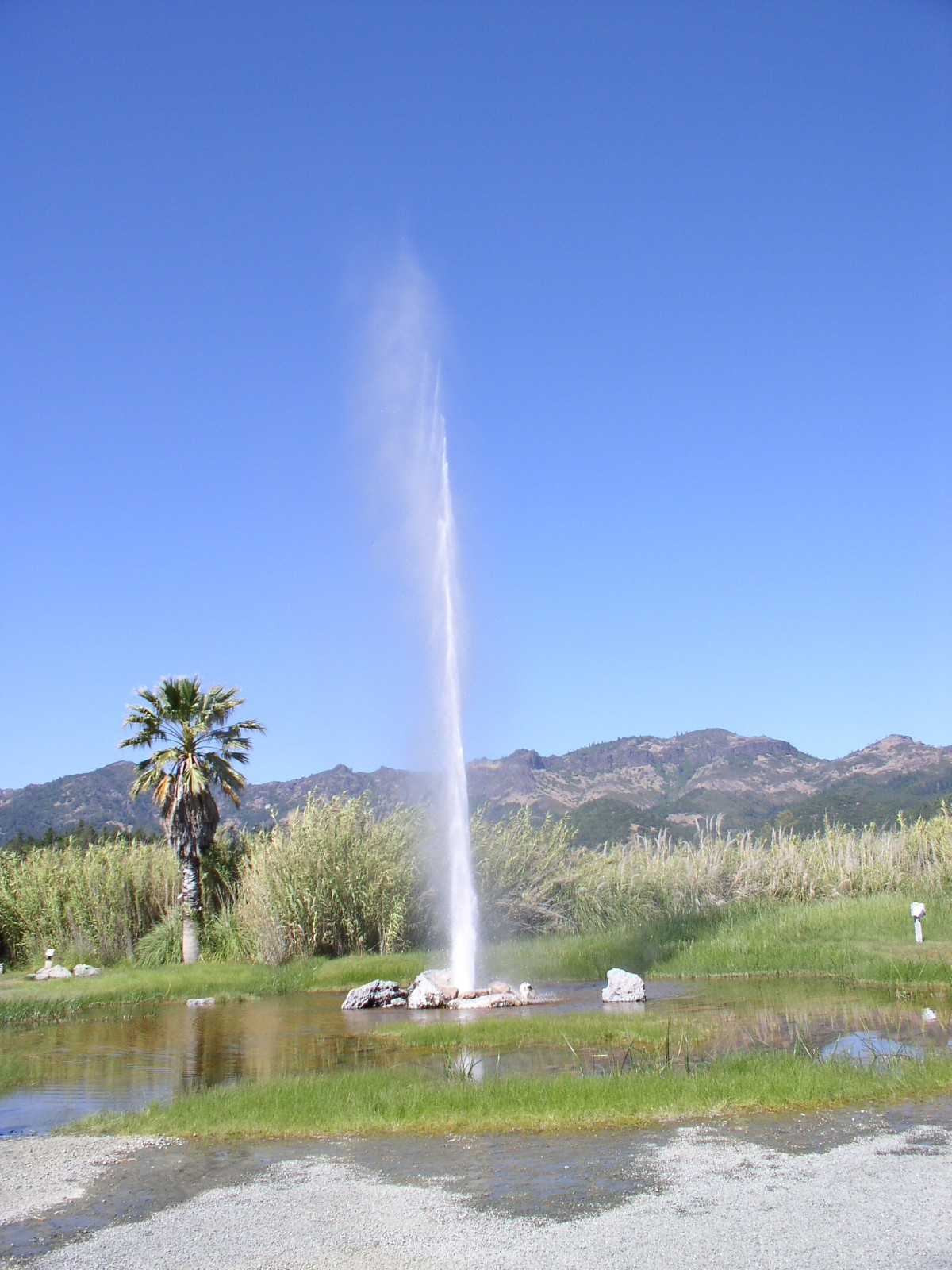
"Old Faithful"-Geysir
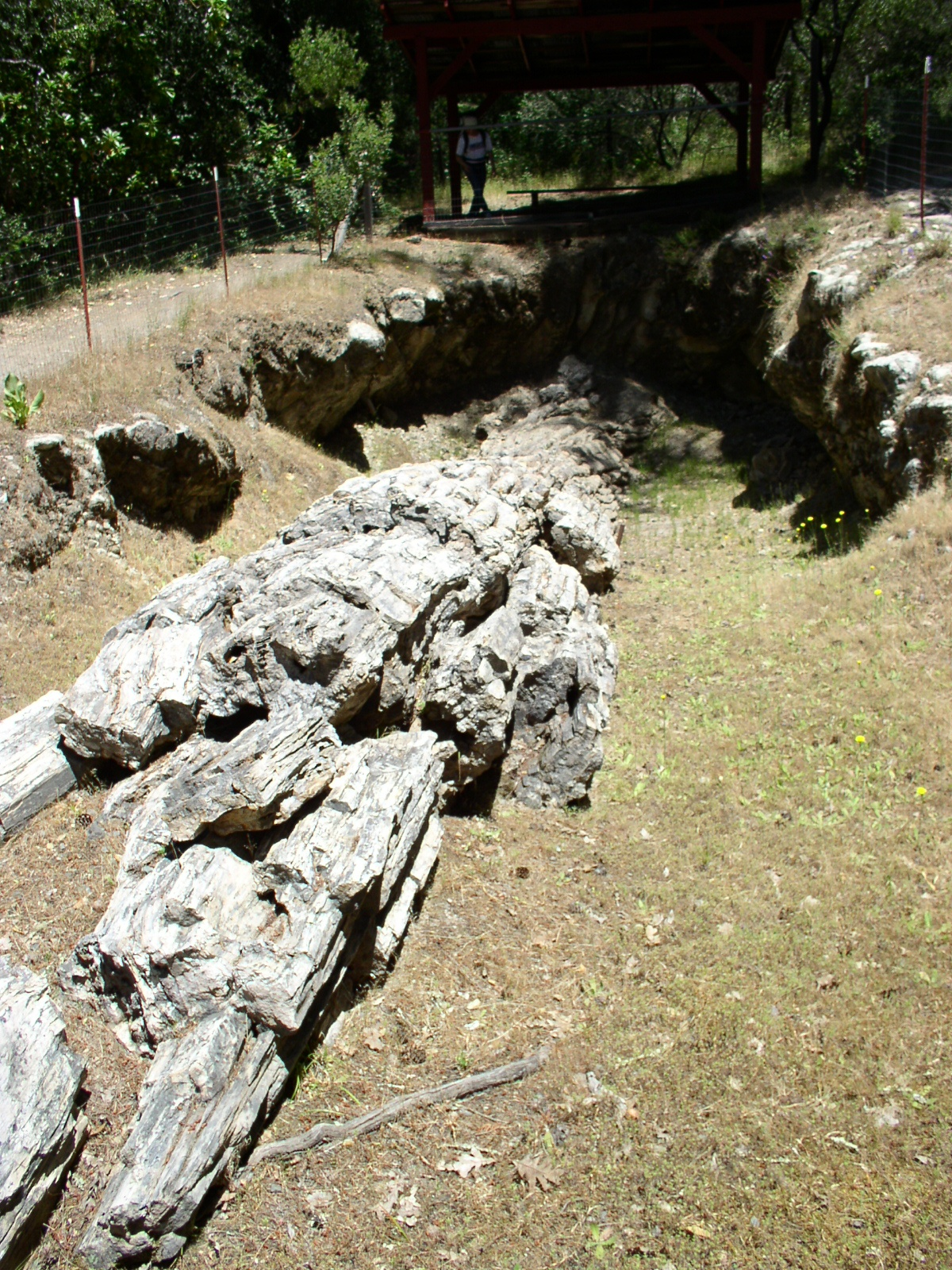
Versteinerter Wald
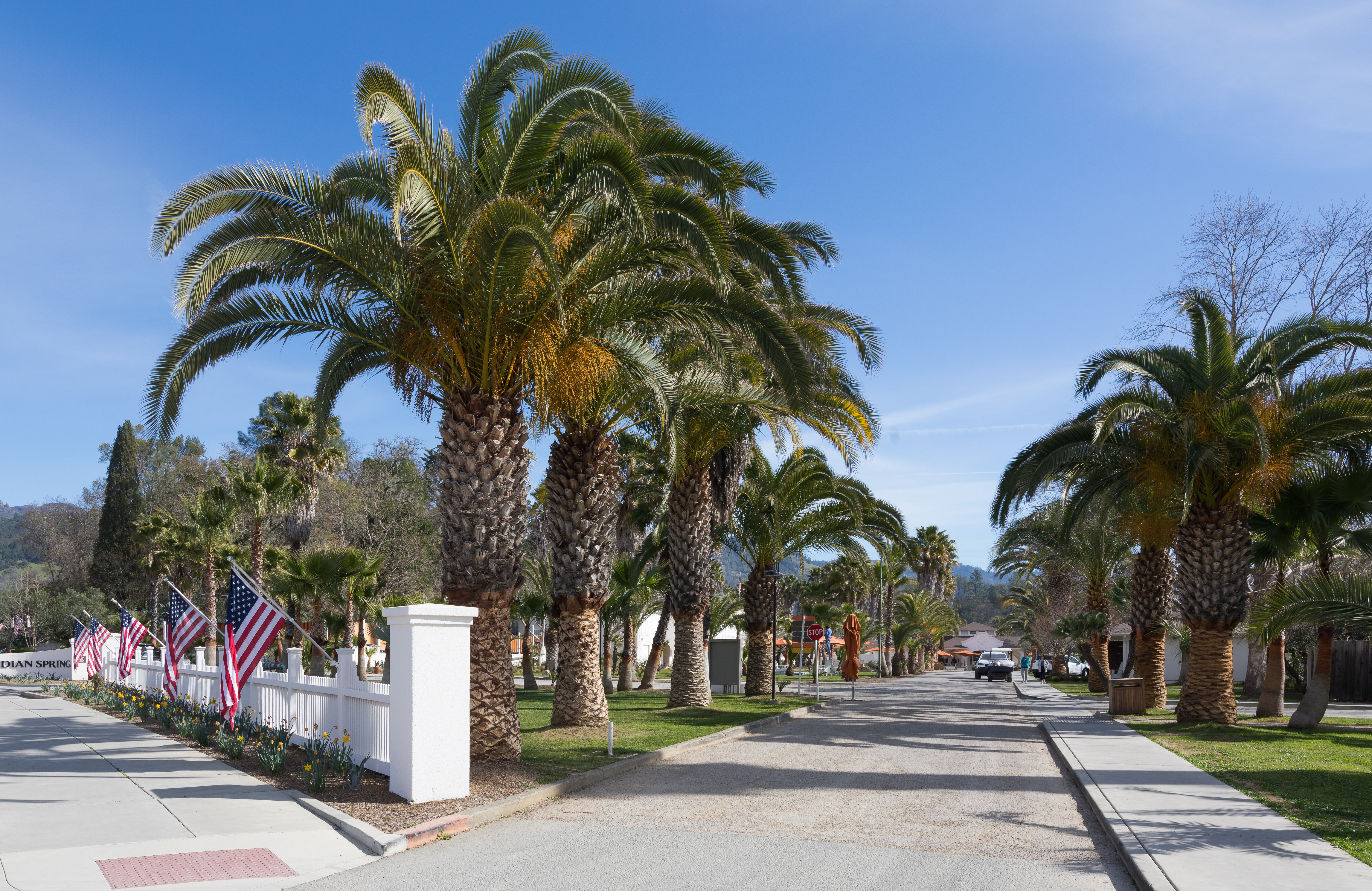
Einfahrt zum Indian Springs Resort and Spa